# جيمي برود
جيمس برود (10 نوفمبر 1891- 22 أغسطس 1963) كان لاعب كرة قدم إنجليزي لعب كمهاجم للعديد من أندية دوري كرة القدم في العشرينيات والعشرينيات من القرن الماضي، بما في ذلك أولدهام أثليتيك وستوك وإيفرتون. كان شقيقه تومي لاعب كرة قدم أيضًا.